# Jasmin Liechti
Jasmin Liechti (9 de octubre de 2002) es una deportista suiza que compite en ciclismo en la modalidad de ruta. Ganó una medalla de plata en el Campeonato Mundial de Ciclismo en Ruta de 2024 y una medalla de plata en el Campeonato Europeo de Ciclismo en Ruta de 2022.

## Medallero internacional
| Campeonato Mundial | Campeonato Mundial | Campeonato Mundial | Campeonato Mundial                     |
| Año                | Lugar              | Medalla            | Competición                            |
| ------------------ | ------------------ | ------------------ | -------------------------------------- |
| 2024               | Zúrich (Suiza)     | Medalla de plata   | Contrarreloj sub-23                    |
| Campeonato Europeo |                    |                    |                                        |
| Año                | Lugar              | Medalla            | Competición                            |
| 2022               | Anadia (Portugal)  | Medalla de plata   | Contrarreloj por relevos mixtos sub-23 |

## Palmarés
2025
- 1 etapa de la Gracia
- 2.ª en el Campeonato de Suiza Contrarreloj
- Vuelta a Portugal, más 1 etapa